# Tinte

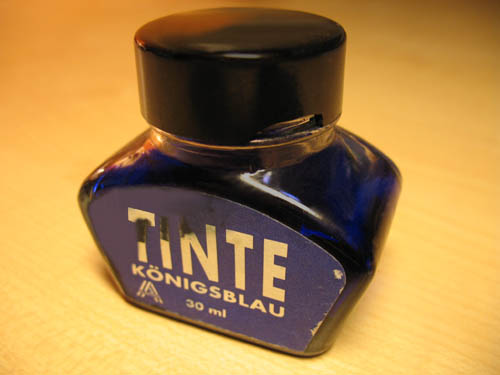
Tintenfass

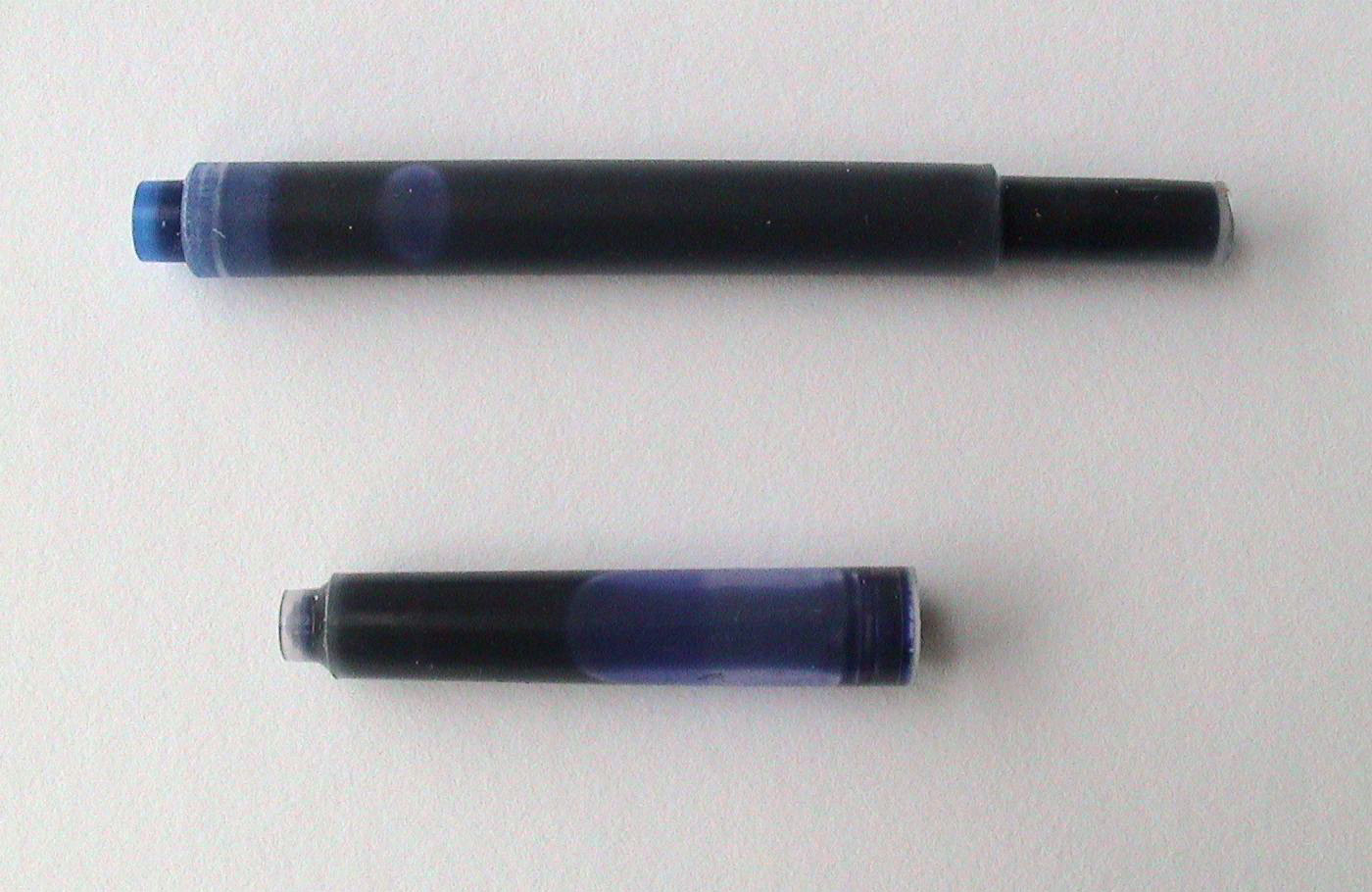
Tintenpatronen

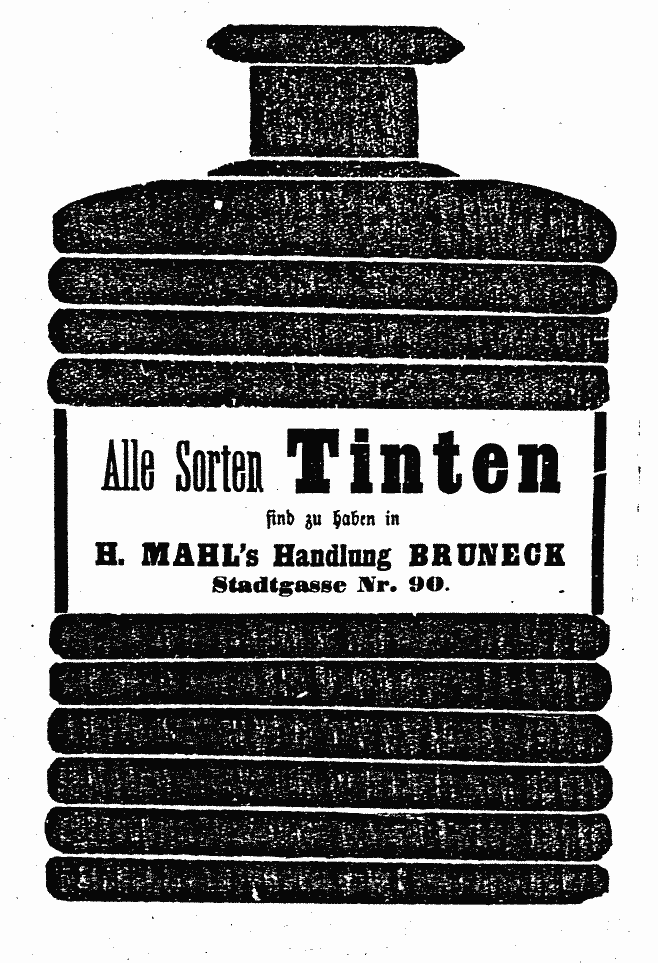
Werbeschaltung für Tinte, Bruneck 1915 (Pustertaler Bote)

Tinte (historisch auch Dinte, lateinisch tincta [aqua] „gefärbtes Wasser“) ist eine intensiv gefärbte und färbende Flüssigkeit. Neben dem händischen Auftragen mit Federkielen, Pinseln oder Füllfederhaltern beim Schreiben, in der Kalligrafie und beim Zeichnen sind auch automatisierte Tintenstrahlverfahren von zunehmender Bedeutung in der Textverarbeitung oder Warenauszeichnung. Tinte besteht meist aus einer Lösung oder Dispersionen von Farbmitteln in Wasser oder anderen Lösungsmitteln, die wenig oder keine Bindemittel enthalten.
Tusche ist eine spezielle Form von Tinte, die sich aufgrund der Pigmentierung durch eine kräftige Farbe auszeichnet. Häufig enthält sie ein Bindemittel, und der Schriftzug ist wasserfest.

## Geschichte

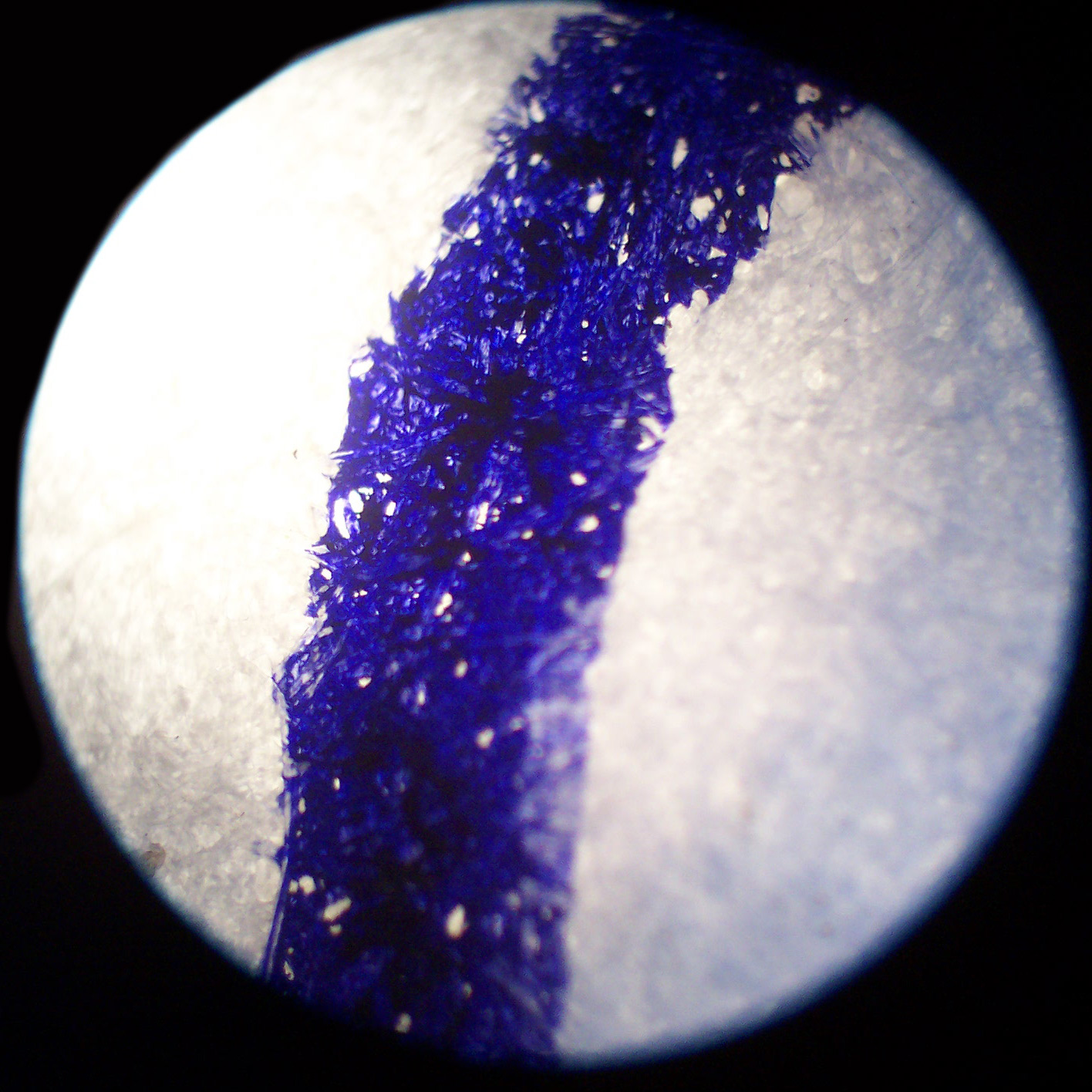
Tintenstrich bei 50-facher Vergrößerung

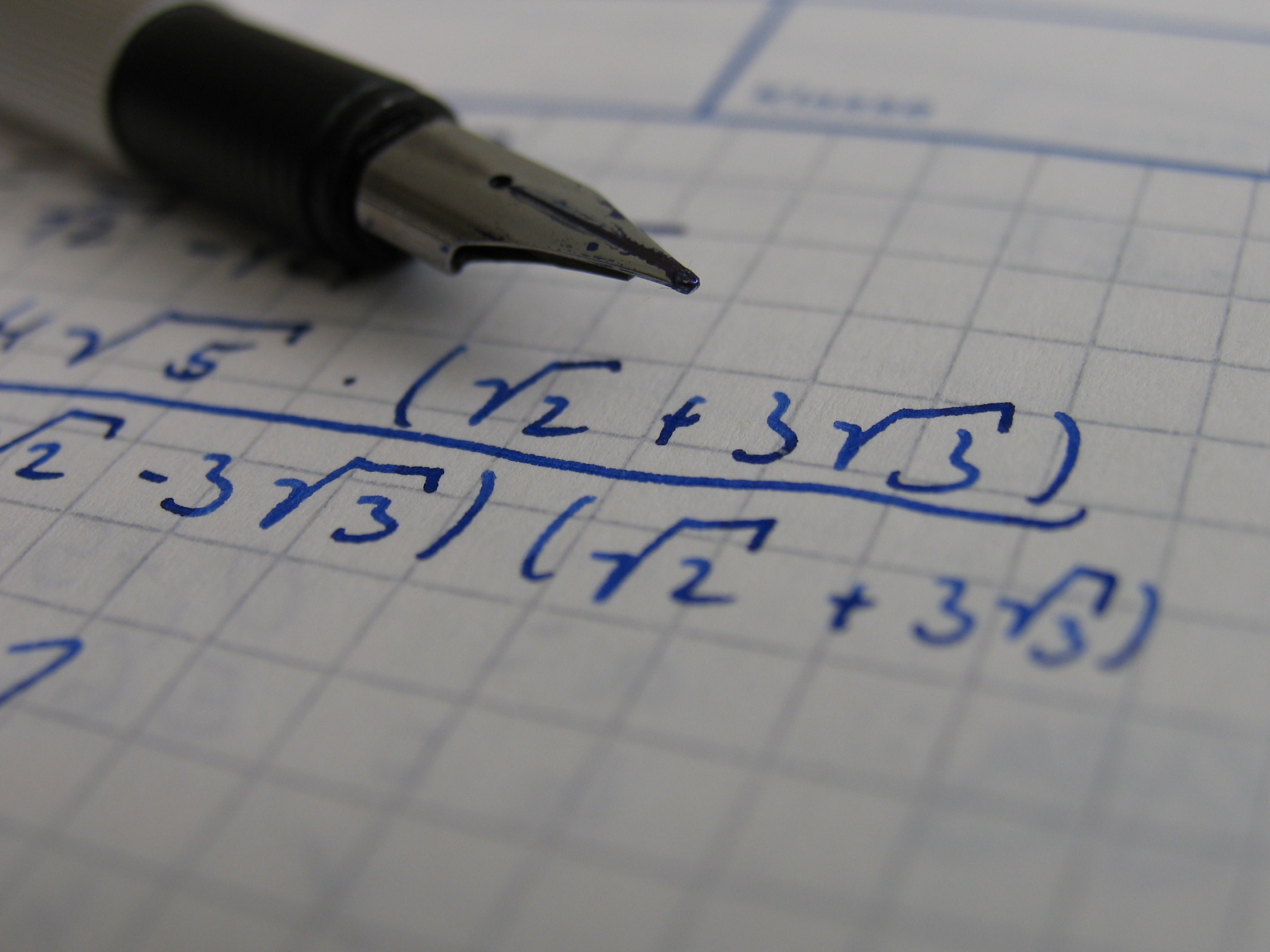
Mit Füllfederhalter geschriebener Term

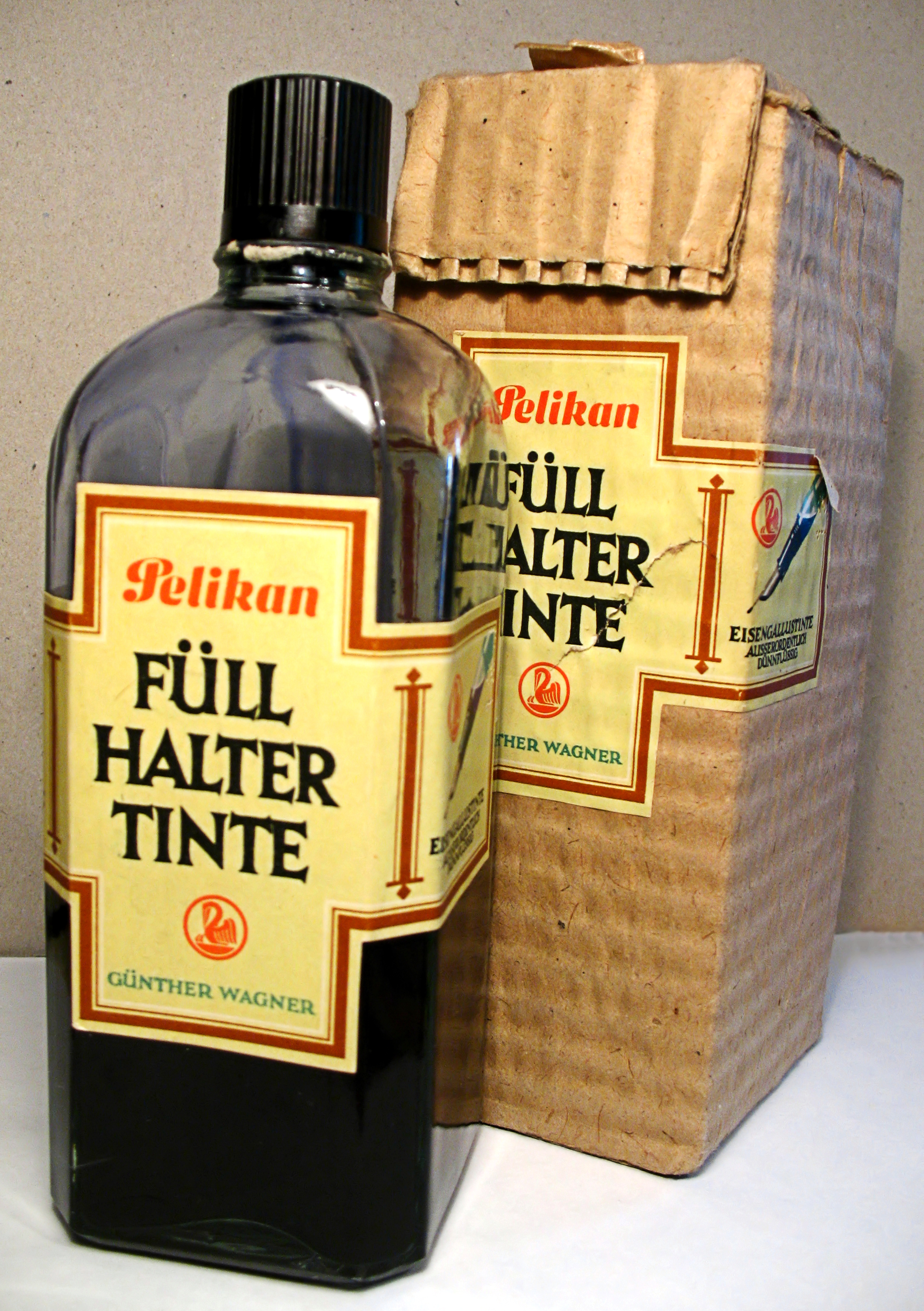
Eisengallustinte

Tinte wurde in Ägypten bereits um 3000 v. Chr., in China um 2600 v. Chr. verwendet. Gewöhnliche schwarze Tinte wurde lange Zeit aus Ruß und verschiedenen Bindemitteln, wie Gummi arabicum, hergestellt (Rußtinte) und erst um 1000 v. Chr. in Fernost durch Tusche (Indische Tinte) ersetzt. Diese wurde aus dem Ruß von verbrannter Nadelholzkohle und Lampenöl hergestellt und, mit einem Leim aus Gelatine vermischt, in Stangen gepresst und getrocknet. Die Tuschestange wurde zum Gebrauch mit Wasser verrieben, bis die gewünschte Deckkraft erreicht war. Diese Methode hat sich in der Kalligrafie erhalten.
Eine bedeutende Erfindung im 3. Jahrhundert v. Chr. war die Herstellung der Eisengallustinte durch Abkochen von Galläpfeln mit Eisensulfat und anschließender Zugabe von Gummiwasser. Eisengallustinte gilt als besonders beständig und wird noch heute als dokumentenechte Tinte verwendet.
Cicero berichtete erstmals von einem Rezept, bei dem die Tintenbeutel von Tintenfischen getrocknet und gemörsert wurden. Der daraus gewonnene braunschwarze Farbstoff wird nach dem Gattungsnamen Sepia genannt und ist zum Färben von Lebensmitteln zugelassen. Die Verwendung von Sepiatinte ist allerdings erst ab 1780 belegt.
Im Mittelalter wurden einige Rezepturen mit unterschiedlich farbigen Pigmenten entwickelt. Es wurde mit Quecksilber umgesetztes Arsen(III)-sulfid eingesetzt, um ein goldfarbenes Pigment zur Herstellung der Goldtinte zu erhalten. Mit dekorativer Wirkung fand Silbertinte Verwendung. Die Verbreitung von Federkielen führte später zur Entwicklung der Dornrindentinte, die nicht so schnell eintrocknete wie Eisengallustinte und daher den Federkopf seltener verstopfte. Letztere blieb jedoch weiterhin vor allem für langfristige Dokumentationen und in Archiven die am häufigsten eingesetzte Rezeptur. Eine typische Tinte der Zeit vom 15. bis 18. Jahrhundert ist der Bister.
Mit der Entwicklung der modernen Chemie im 19. Jahrhundert wurde eine Vielzahl von Farbstoffen entdeckt und nach Möglichkeit zum Schreiben und Malen eingesetzt. Da wasserlösliche Farbstoffe jedoch oft nur eine geringe Lichtechtheit aufweisen und zudem leicht auswaschbar sind, entstanden bald Richtlinien für die Zusammensetzung von Tinten zum Erstellen von permanenten Dokumenten. So wurde 1856 erstmals ein Rezept für eine Eisengallustinte veröffentlicht, deren Bestandteile erst nach dem Trocknen wasserunlöslich wurden und das einen künstlichen, wasserlöslichen Farbstoff enthielt, damit das Geschriebene schon vor dem Eintrocknen sichtbar war. Ab 1868 war der Apotheker Eduard Beyer (1825–1907) in Chemnitz einer der führenden europäischen Produzenten von Tinten mit weltweitem Exportgeschäft.
Mittlerweile ist eine breite Palette an Tinten für verschiedene Einsatzmöglichkeiten erhältlich. Durch die Erfindung von automatisierten Systemen wie dem Tintenstrahldrucker wurden Tinten notwendig, die spezielle Eigenschaften wie freie Mischbarkeit (um unterschiedliche Farbtöne erzeugen zu können) und extrem schnelle Trocknungszeiten vereinen.

## Tintenarten

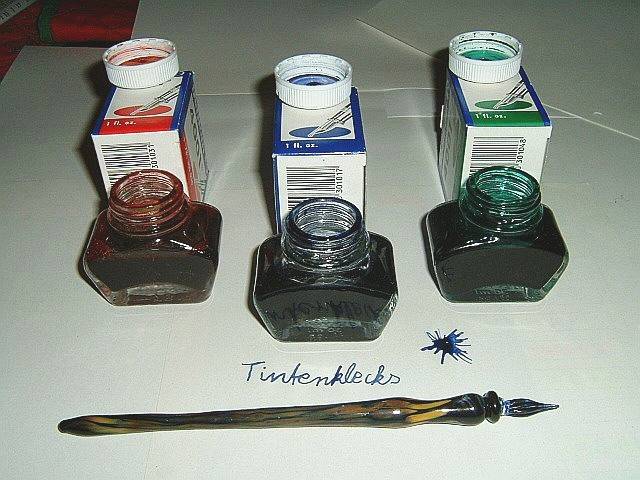
Farbige Tinte. Vorne: Glasfeder

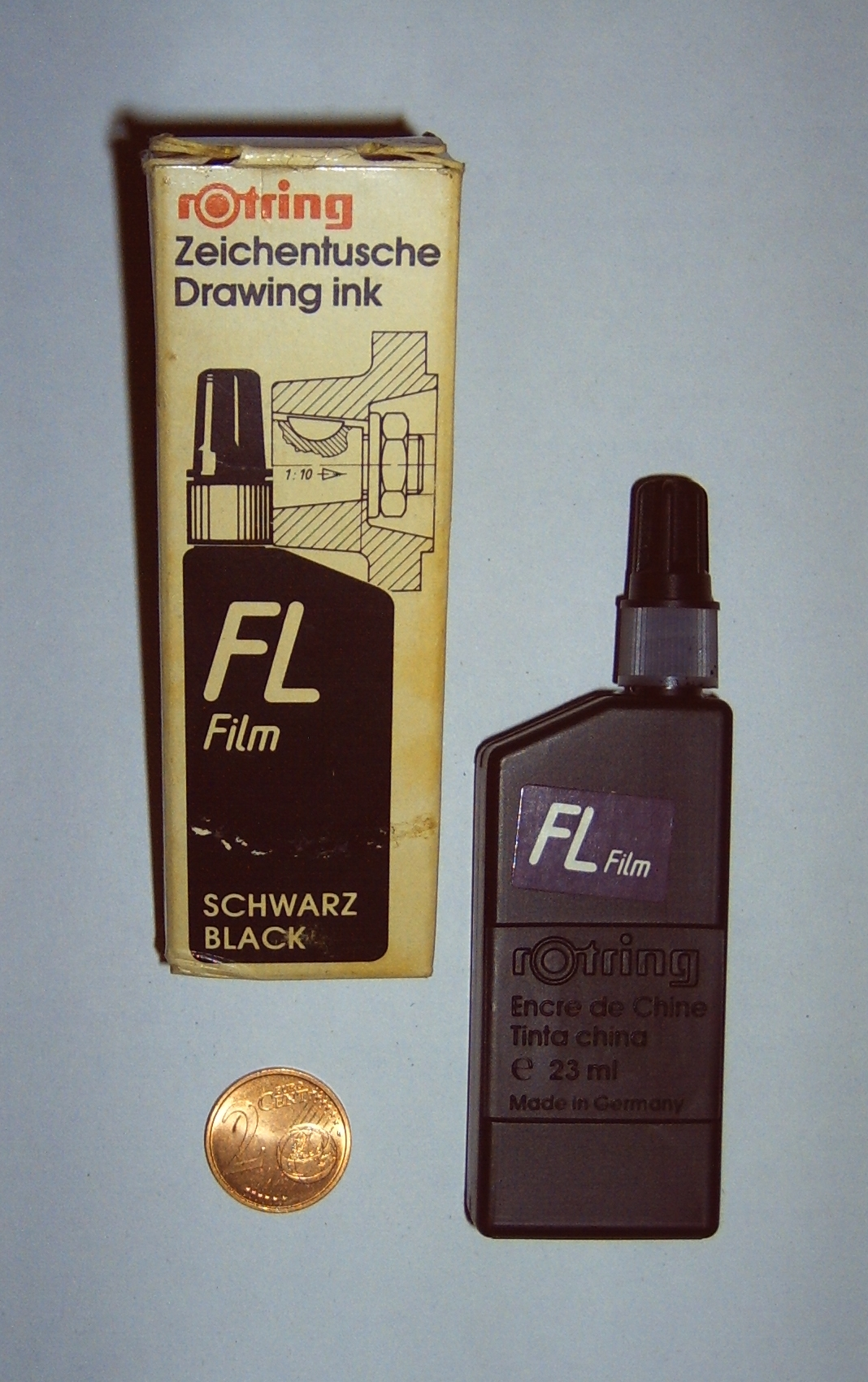
Nachfüllflasche für Tuschefüller, hier für Zeichnungen auf nicht mattierten Zeichenfolien. Wasserfest, nicht anlösend, auf Latexbasis hergestellt (vor 1990).

### Tinten mit löslichen Farbmitteln
Bei löslicher Tinte sind die Farbstoffe chemisch in dem jeweiligen Medium gelöst oder als Komplex gebunden. Vorteile sind eine leichte Handhabbarkeit, da die Farbstoffe sich nicht ablagern (sedimentieren) können und dünne Federn oder Düsen werden auch nicht verstopft. Nachteilig ist die oft geringe Lichtechtheit und Beständigkeit gegenüber Chemikalien.

#### Tinte auf Wasserbasis
Wasserlösliche Tinte wird vor allem für das Schreiben oder Markieren auf Papier eingesetzt, da wässrige Tinten nicht durch das Papier schlagen und es hierbei nicht so sehr auf die Trocknungsgeschwindigkeit ankommt. Wässrige Tinten trocknen wesentlich langsamer als Tinten auf Basis anderer Binde- und Lösemittel. In Ländern mit hoher Luftfeuchtigkeit werden für Anwendungen auf glatten Oberflächen Tinten auf Lösungsmittelbasis benutzt.

#### Eisengallustinte
Moderne Eisengallustinten sind zweistufig aufgebaut. In der Flüssigkeit liegt Eisen(II)-sulfat neben Gallat farblos in Lösung vor, die dunkle Färbung (um den Schriftzug zu verfolgen) wird durch einen ebenfalls löslichen dunklen Farbstoff erreicht. Beim Trocknen an der Luft wird das Eisen(II) dann zu Eisen(III) oxidiert und es entsteht der tiefschwarz gefärbte Eisen(III)-gallat-Komplex. Daher sind Eisengallustinten nach der Öffnung nur begrenzt haltbar.
Aufgrund der verbreiteten Verwendung von Eisengallustinte in der Vergangenheit sind die langfristigen Reaktionen zwischen Bestandteilen der Tinte und den verwendeten Schreibgründen von enormer Bedeutung für die Bestandserhaltung von Schriftstücken. Durch komplizierte chemische Reaktionen entstehen im Laufe der Zeit Schwefelsäure und freie Eisen(II)-Ionen, die Schreibgründe wie Papyrus oder Papier zersetzen können. In Anlehnung an den Säurefraß wird dieser Vorgang auch Tintenfraß genannt. Während als Gegenmaßnahmen hierzu in den letzten Jahrhunderten vor allem chemische Maßnahmen eingesetzt wurden (unter anderem Nitrozellulose), konzentrieren sich moderne Methoden lediglich auf die schonende Neutralisation der Säure und auf die Wiederherstellung der Papierstabilität (beispielsweise durch das Papierspaltverfahren).

#### Antike indische Tinte
In Indien wurde früher Tinte aus Kuhurin für Indischgelb, Fruchtfleisch und verschiedenen Baumrinden und oft mit dem Blut von Aalen oder Welsen hergestellt, es wurde auch Rost aus Eisenwerkzeugen oder Nägeln für einen intensiven schwarzen Farbton hinzugefügt.

#### Lösungsmittelbasierte Tinte
Lösungsmittelbasierte Tinte (anlösende Tusche) wird vor allem für das Schreiben auf glatten Oberflächen (Glas, Folien) verwendet. Auf Papieren schlägt sie sehr stark durch und verläuft. In Frage kommende Lösungsmittel sind meist Ethanol und Ethylacetat oder andere Carbonsäureester, in seltenen Fällen Toluol und Xylol. Diese Lösungsmittel haben die Eigenschaft, sehr schnell und unabhängig von der Luftfeuchtigkeit zu verdunsten und somit schneller einen trockenen Film zu bilden. Mittlerweile wird von den deutschen Herstellern als Lösungsmittelbasis nur vergälltes Ethanol (Spiritus) verwendet, da dieses Mittel gesundheitlich am unbedenklichsten ist.

### Tinten mit unlöslichen Farbmitteln

#### Pigmentierte Tinten
Pigmente können sich im Gegensatz zu den Farbstoffen nicht chemisch im Medium lösen, sondern sind lediglich aufgeschlämmt, besser noch dispergiert. Pigmentierte Tinten haben den Vorteil einer hohen Farbkraft, hoher Lichtechtheit, hoher Wasserfestigkeit und Chemikalienresistenz (dies ist vor allem von Bedeutung, wenn Tinte dokumentenecht sein soll). Als Nachteil ist jedoch zu erwähnen, dass Pigmente sich relativ rasch am Boden absetzen, sofern ihre Dichte sich von der des Lösungsmittels unterscheidet, weshalb die Pigmente in Tinten oft besonders stabilisiert werden. Je größer die Pigmentteilchen sind, umso schneller sedimentieren sie in der Regel. Bei Whiteboard-Tinten werden besonders grobe Pigmente benötigt, damit beim Abwischen keine Pigmente zurückbleiben. Pigmente von Textmarkern sind dagegen besonders fein (0,1–0,4 Mikrometer).
Bei hellen Farbtönen (wie gelb, rot, orange) können farbstoffbasierte Tinten von pigmentierten leicht unterschieden werden: Farbstoffbasierte Tinten sind im Gläschen im Gegensatz zu pigmentierten Tinten transparent (die Flüssigkeit ist durchsichtig). Bei dunkleren Farben (blau, violett, grün) erscheinen Farbstofftinten im Gläschen fast schwarz, pigmentierte Tinten haben im Gläschen die gleiche Farbe wie auf dem Papier.

#### Tusche

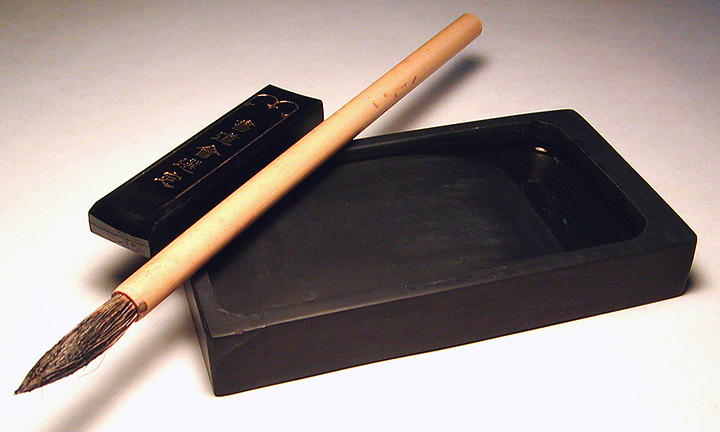
Pinsel, Tuschestange und Reibstein für asiatische Tuschemalerei und Kalligrafie

Das Wort tuschen für „schwarze Farbe auftragen“ wurde im 17. Jahrhundert aus französisch toucher „berühren“ entlehnt. Die Zusammensetzung von Tusche ist nicht einheitlich definiert und die Bezeichnung ist kein geschützter Begriff. Für Zeichentusche existiert allerdings die Norm ISO 9957. In der technischen Zeichnung werden anlösende (mit Lösungsmitteln; für Folien) und nicht-anlösende Tuschen verwendet. Tuschen enthalten Farbmittel (Pigmente) und ein Bindemittel, das die Farbmittel gut auf dem Papier haften lässt. Dieses Bindemittel kann eine wässrige Lösung von Schellack sein oder aus wasserlöslichen Kunstharzen, meistens alkalisch gelösten (verseiften) Acrylharzen, bestehen. Mit Schellackseife können wasserfeste Tuschen hergestellt werden – diese Tuschen lassen sich mit einer Klinge vom Papier abschaben.
In der Tuschmalerei werden Künstlertuschen verwendet, die in der Regel aus feinem Ruß bestehen, der mit Schellackseife, Wasser und Stellmitteln versetzt wird. Die fernöstliche Tuschmalerei und Kalligrafie verwenden Stangentuschen, die auf einem speziellen Reibstein mit Wasser angerieben werden. Im Handel sind zudem preisgünstige „Chinatuschen“ erhältlich, wobei es sich vorzugsweise um farbstoffbasierte Tinten mit Acrylharz handelt.
Umgangssprachlich werden Aquarell- und Deckfarben mitunter als Tuschfarben bezeichnet.
Der Gisalnapf ist ein Tuschbehälter.

### Sonstige Tinten

#### Leuchttinte
Durch die Fluoreszenz des Farbkörpers ist die Färbung des Tintenstrichs besonders intensiv und wirkt als Leuchten der Tinte. Aus dem auffallenden Licht, insbesondere vom Tageslichtspektrum, wird ein spezifischer Teil, oft des UV-Lichts, durch das farbgebende System des Farbstoffes absorbiert und als sichtbares, langwelliges Licht wieder ausgestrahlt. Die Leuchttinte bringt so mehr sichtbares Licht als die Umgebung hervor, sie erscheint dadurch besonders farbig und leuchtend.

#### Gel-Tinte
In den 1990er Jahren hat Geltinte immer mehr an Bedeutung gewonnen. Es handelt sich hierbei um meistens pigmentierte, wasserbasierende thixotrope Tinte, manchmal um farbstoffbasierende. Das besondere an diesen Tinten ist ihr Fließverhalten. Gel-Tinte weist ein strukturviskoses Verhalten auf: In Ruhe ist sie dickflüssig, wird aber unter Einwirkung von Scherkräften dünnflüssig. Bei Gelstiften erfolgt die Verflüssigung in der Spitze durch die Schreibkugel. Das macht sie besonders gut geeignet für den Einsatz von Pigmenten, welche in normalen (dünnen) Tinten zum Sedimentieren neigen. Pigmentierte Gele haben gegenüber den farbstoffbasierenden Gelen den Vorteil, dass die Schrift auf feuchtem Papier nicht ausblutet. Seit den 2000er Jahren gibt es so genannte Liquidgele. Diese Gele sind ähnlich aufgebaut wie normale Geltinten, sind aber wesentlich dünnflüssiger und beruhen meist auf Farbstoffbasis. Gegenüber den klassischen Gelen haben sie den Vorteil, dass sie weicher und flüssiger schreiben (more liquid), durch ihre niedrigere Viskosität besser ins Papier eindringen und somit weniger klecksen.

#### Geheimtinte
Als Geheimtinten werden Tinten bezeichnet, die entweder nicht sichtbar sind oder ihre Eigenschaften nach einiger Zeit ändern. Sie wurden früher „sympathetische“ oder chemische Tinten genannt. Schon vor etwa 2000 Jahren waren Geheimtinten bekannt, die erst nach Behandlung mit Wärme sichtbar wurden (beispielsweise durch Milch). Auch Tinten, die lediglich mittels geeigneter Chemikalien „entwickelt“ werden können oder mittels spezieller Lampen sichtbar gemacht werden können, waren später üblich. Geheimtinten können als Teilgebiet der Steganographie, der geheimen Schrift, angesehen werden. Für einige Zwecke gab es in jener Zeit Tinten, die zunächst sichtbar waren jedoch nach einiger Zeit verschwanden (verblassten, die Farbe verloren) oder deren Farbe sich änderte. Diese werden aufgrund ihrer Herkunft auch Damentinten genannt.
Viele Geheimtinten basieren auf organischen Säuren, die beim Erhitzen die Zersetzung des Papiers an der beschriebenen Stelle beschleunigen und dadurch als erstes dunkel und damit sichtbar werden. Eine weitere Möglichkeit, die Schrift sichtbar zu machen, ist eine Reaktion mit Iod, wodurch die Inhaltsstoffe oxidiert werden und so hervortreten. Diese Methode wird in der Kriminaltechnik bei der Behandlung von Fingerabdrücken angewendet.

#### Dufttinte
Bereits seit 1660 wurden Tinten durch Zusatz von ätherischen Ölen, Blütenextrakten und Parfüm mit Duftstoffen versehen. Die derzeitige Duftpalette reicht von natürlichen Düften (Gräser-, Blumen-, worunter der Lavendel- und Rosenduft aus Liebesbriefen am bekanntesten sein dürfte, weitere Schokoladen-, Obst- und verschiedene Holzdüfte) bis zu „technischen Düften“.

#### Tinte für Tintenstrahldrucker

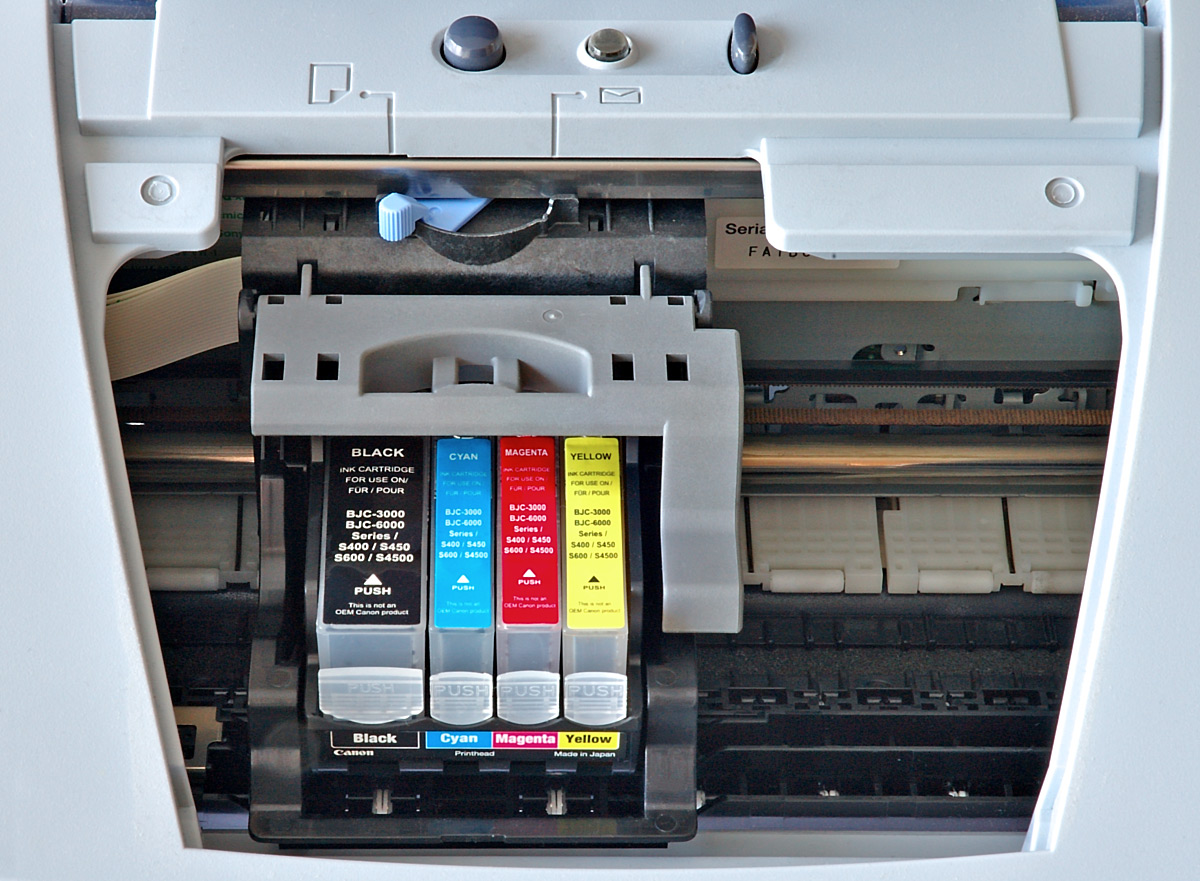
Tintenpatronen eines Tintenstrahldruckers

Die Zusammensetzung von Tinten für Tintenstrahldrucker ist je nach Hersteller verschieden und wird in der Regel nicht veröffentlicht. Bekannt ist, dass Druckertinte größtenteils aus Wasser (zwischen 50 und 90 Prozent) besteht sowie aus Farbstoffen und weiteren Chemikalien. Die Reinheit des Wassers ist dabei besonders wichtig. Die Tinte ist an die jeweiligen Geräte und Düsen angepasst. Sie müssen einige technische Anforderungen erfüllen, die normale Tinte nicht erfüllen muss. Sie dürfen nicht im Druckkopf eintrocknen, sollen jedoch auf dem Papier schnell abtrocknen (wegschlagen). Die entsprechenden Werte für die Abtrocknungsgeschwindigkeit sind nur den Herstellern bekannt. Die Fließeigenschaften sind an enge Grenzen gebunden, da möglichst kleine Tröpfchen gestrahlt werden sollen, um ein sauberes Druckbild zu ergeben.
Für die meisten Drucker werden „nachgebaute“ Patronen, Nachfülltinten oder nachgefüllte Originalpatronen angeboten. Aufgrund des großen Preisunterschiedes zwischen Original- und Nachfüllpatrone gehen die Druckerhersteller zur Sicherung ihres Absatzes oft juristisch (Patentrecht) oder mit Marketingmitteln gegen die teilweise namhaften Zweithersteller und Nachfüller vor. Andere Schutzmaßnahmen sind die Integration von ICs (Dongles), die eine Wiederbefüllung oder Austausch mit Zweitherstellerprodukten verhindern. Diese Preisdifferenzen beruhen auf kommerziellen Überlegungen der Druckerhersteller, die mit teuren Tinten den Kaufpreis der Drucker subventionieren.
Je nach dem Druckprinzip der Tintenstrahldrucker werden für das piezoelektronische Verfahren sogenannte Piezotinten und für das thermische Verfahren, bei dem die Verdampfung kleinste Tröpfchen ergeben soll, thermoaktive Tinten hergestellt.

## Farbigkeit
Die Farbe einer Tinte hängt von der Art des verwendeten Farbstoffs ab. In modernen Tinten kann praktisch jeder lösliche oder unlösliche Farbstoff verwendet werden, sobald ein geeignetes Löse- oder Bindemittel vorhanden ist. Während Pigmente eine charakteristische Eigenfärbung aufweisen, kann die Farbe eines gelösten Farbstoffs oder eines Komplexes vom verwendeten Lösemittel abhängen. Dadurch kann die Tinte eine andere Farbe als der getrocknete Schriftzug haben.
- Zum Schreiben werden wegen ihrer guten Wasserlöslichkeit häufig blaue Triphenylmethanfarbstoffe (oft abgeleitet von Resorcin) wie Helvetia Blau oder Wasserblau verwendet. Die Farbstoffe können mit einem Tintenkiller zerstört werden, sodass der Schriftzug unsichtbar wird.
- Für rote Tinten kann der Farbstoff Eosin verwendet werden.
- Eine grüne Färbung wird durch saures Indigokarmin (Indigotin) erhalten.
- Weiße, gut deckende Tinten enthalten die gleichen Pigmente wie Deckweiß.
- Die bei Textmarkern verwendeten fluoreszierenden Farbstoffe leiten sich häufig von Fluorescein ab.
- Für schwarze Tinten, die eine gute Deckkraft haben sollen, werden Pigmentfarbstoffe, bevorzugt Farbruß, verwendet.

Ink-Jet-Tinten enthalten meist ausgesuchte, salzarme und zumeist lichtechte Farbstoffe. Bei der schwarzen Tinte wird von den großen Ink-Jet-Druckerherstellern meist das CI-Pigment Black 7 (Ruß) statt eines Farbstoffes verwendet. Dieses besitzt eine ausgezeichnete Lichtechtheit, Wasserfestigkeit und Farbtiefe. Als Farbmittel werden ebenfalls Direct Blue 199, Acid Yellow 9, Reactive Red 180, Acid Red 52 oder Direct Black 19 verwendet. Mit diesen Farbangaben eines internationalen Verzeichnisses von Farbstoffen nach der Nomenklatur des Colour-Index werden verschiedene kommerzielle Farbstoffe gehandelt.

## Verwendung

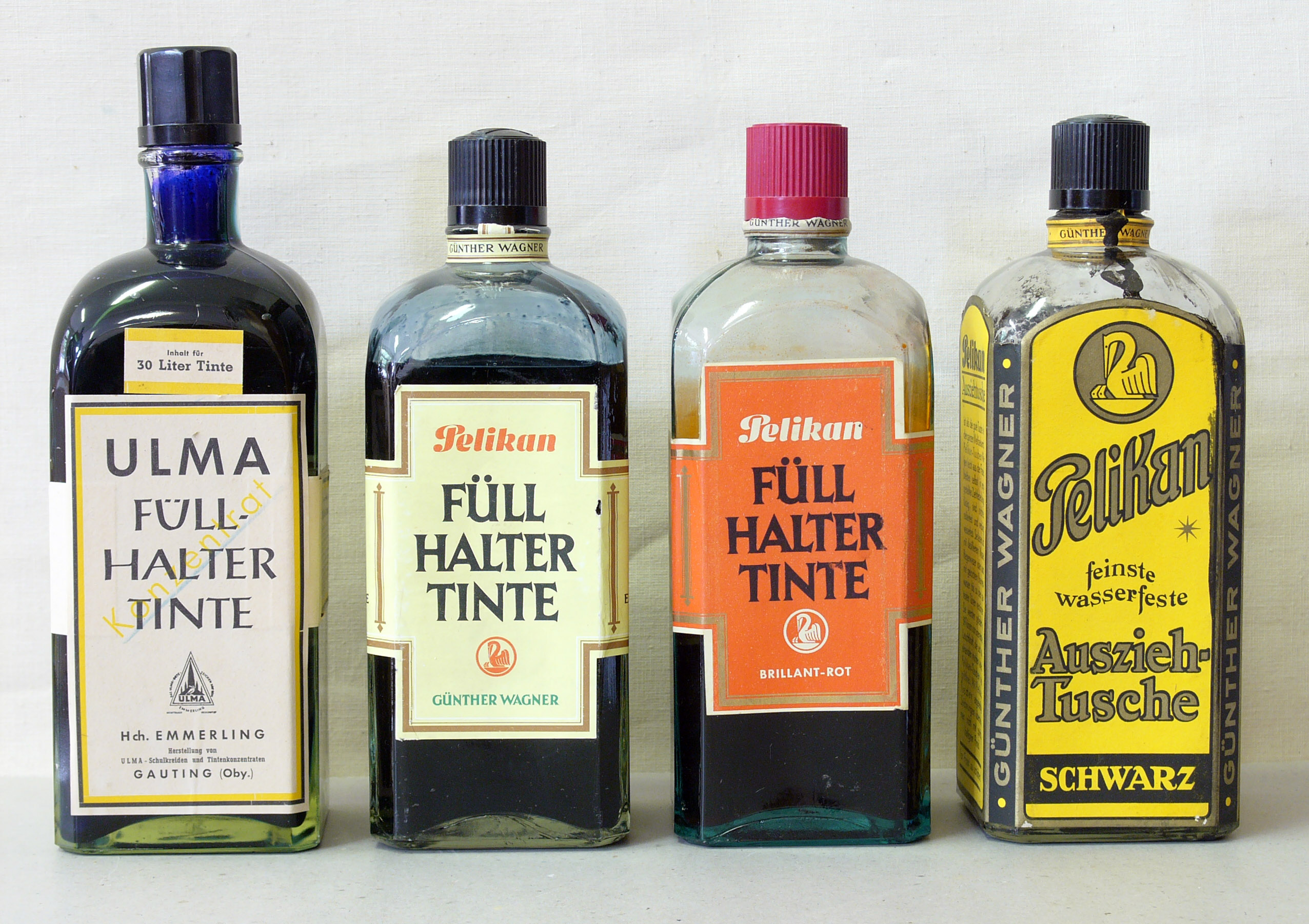
Nachfüllflaschen mit Tusche, Füllhaltertinte und Konzentrat

### Besonderheiten
Vom Mischen verschiedenfarbiger Schreibtinten raten Hersteller ab. Unterschiedliche lösliche Tinten können entweder mit Säurefarbstoffen oder mit basischen Farbstoffen versetzt sein, beim Mischen können die Farbstoffe dadurch ausflocken. Andererseits können Dispergierhilfsmittel zur Stabilisierung pigmentierter Tinten ihre Wirkung verlieren, sodass sich ein Bodensatz oder Flocken bilden.
Füllfederhalter sollten vor einem Wechsel der Tinte mit Wasser, besser mit entmineralisiertem Wasser gereinigt werden.

### Bildende Kunst

Japanische Tuschemalerei aus dem 15. Jahrhundert

Die ersten mit Tusche gezeichneten, künstlerischen Werke entstanden wahrscheinlich in China oder Japan. Dort entwickelten sich die Tuschemalerei (japanisch sumi-e) auf Papier oder Seide und die ersten Formen der Kalligrafie, also der künstlerischen Gestaltung von Schriftzeichen. In Europa enthalten viele in mittelalterlichen Skriptorien entstandene Werke Verzierungen und kalligrafische Schriftstücke in unterschiedlichen Farbtönen.
Da Tuschen im Unterschied zu Aquarellfarben in den Zeichengrund einziehen, entsteht eine eigene Form von Kontrasten zwischen dunklen Tuschepigmenten und hellem Zeichengrund. Im Vergleich zu festen Zeichenmitteln wie Kohle oder Graphit entfällt die Notwendigkeit einer späteren Fixierung auf dem Untergrund.

## Markierung der Hierarchie
In Behörden, vor allem aber in Ministerien, gibt es eine Festlegung, mit welcher Tintenfarbe Aktenvermerke in Schriftstücken angebracht werden. So sieht Anlage 2 zu § 13 Absatz 2 der Gemeinsamen Geschäftsordnung der Bundesministerien (GGO) vor, dass Minister den „Grünstift“, Parlamentarische Staatssekretäre den „Violettstift“, Staatssekretäre den „Rotstift“, Abteilungsleiter den „Blaustift“ und Unterabteilungsleiter den „Braunstift“ benutzen. Die Tradition, je nach Rang in der Behördenhierarchie eine unterschiedliche Farbe zu verwenden, gab es schon in der preußischen Verwaltung. In der DDR beschrieb § 57 Abs. 1 der Dienstordnung der Regierung der Deutschen Demokratischen Republik vom 3. November 1949 den „Grünstift“ für den Minister, den „Rotstift“ für den Staatssekretär und den „Blaustift“ für den Leiter der Hauptabteilung. Der Zweck solcher Anweisungen besteht darin, dass sich im Nachhinein noch feststellen lässt, wer welche Anmerkungen an Dokumenten zugefügt hatte. Diese Tatsache wurde insbesondere während der Diskussion um die Rolle Peter Tschentschers in der Cum-Ex-Affäre einer breiteren Öffentlichkeit bekannt.

## Verwandte Themen
- Dornrindentinte
- Tuschefüller
- Überschüssige Tinte wurde früher mit Schreibsand, zeitgemäß mit Löschpapier aufgesaugt.
- Rorschach-Test (auch als Tintenkleckstest bezeichnet)
- auf den lateinischen Wortstamm tincta gehen Tingierung und Tinktur zurück

## Filme
- Tinte. Dokumentarfilm, USA, 2006, 43:20 Min., Buch und Regie: Beata Ziel, Produktion: Actuality Productions, History Televisions Network Productions, Reihe: Moderne Wunder (OT: Modern Marvels), Staffel 13, Folge 48, deutsche Erstsendung: 30. September 2009 bei ZDFinfo.